# عدنان شرقی
عدنان شرقی (عربی: عدنان حسين مكداش؛ ۱۵ نوامبر ۱۹۴۱ – ۱ ژوئن ۲۰۲۱) بازیکن و مربی فوتبال اهل لبنان بود.
از باشگاه‌هایی که در آن بازی کرده‌است می‌توان به باشگاه فوتبال الانصار لبنان اشاره کرد.
وی همچنین در تیم ملی فوتبال لبنان بازی کرده‌است.